# Torneio Memorial Domingo Bárcenas de 2013
Torneio Memorial Domingo Bárcenas de 2013, ou Trófeu Memorial Domingo Bárcenas de 2013 foi a 14a edição do Torneio Memorial Domingo Bárcenas.
Esta edição foi disputada nos dias 04, 05 e 06 de Janeiro de 2013 na cidade de Madrid, e serviu como preparação para o Campeonato Mundial.

## Equipes
- Seleção Espanhola de Handebol Masculino
- Seleção Brasileira de Handebol Masculino
- Seleção Chilena de Handebol Masculino[4]
- Seleção Japonesa de Handebol Masculino

## Sede
| Madrid             |
| ------------------ |
| Caja Mágica        |
| Capacidade: 12,442 |
|                    |

## Jogos
- 1a rodada - 1o Jogo

| 04 de Janeiro de 2013 | Brasil | 42-24 | Japão | Caja Mágica, Madrid Público: Árbitro: |
|                       |        | [ 5 ] |       |                                       |

- 1a rodada - 2o Jogo

| 04 de Janeiro de 2013 | Espanha | 40-17 | Chile | Caja Mágica, Madrid Público: Árbitro: |
|                       |         | [ 2 ] |       |                                       |

- 2a rodada - 1o Jogo

| 05 de Janeiro de 2013 | Brasil | 38-21 | Chile | Caja Mágica, Madrid Público: Árbitro: |
|                       |        | [ 5 ] |       |                                       |

- 2a rodada - 2o Jogo

| 05 de Janeiro de 2013 | Espanha | 40-12 | Japão | Caja Mágica, Madrid Público: Árbitro: |
|                       |         | [ 2 ] |       |                                       |

- 3a rodada - 1o Jogo

| 06 de Janeiro de 2013 | Japão | 29-30       | Chile | Caja Mágica, Madrid Público: Árbitro: |
|                       |       | [ 6 ] [ 7 ] |       |                                       |

- 3a rodada - 2o Jogo

| 06 de Janeiro de 2013 | Espanha | 31-22 | Brasil | Caja Mágica, Madrid Público: 1.500 espectadores Arbitragem: Bamutref e Al Suwaidi |
|                       |         | [ 5 ] |        |                                                                                   |

## Classificação Final
| Pos.   | País    | V - D |
| ------ | ------- | ----- |
| Ouro   | Espanha | 3-0   |
| Prata  | Brasil  | 2-1   |
| Bronze | Chile   | 1-2   |
| 4      | Japão   | 0-3   |

### Campeão
| Torneio Memorial Domingo Bárcenas |
| --------------------------------- |
| Espanha Campeão (1º título)       |